# Tartu observatorium

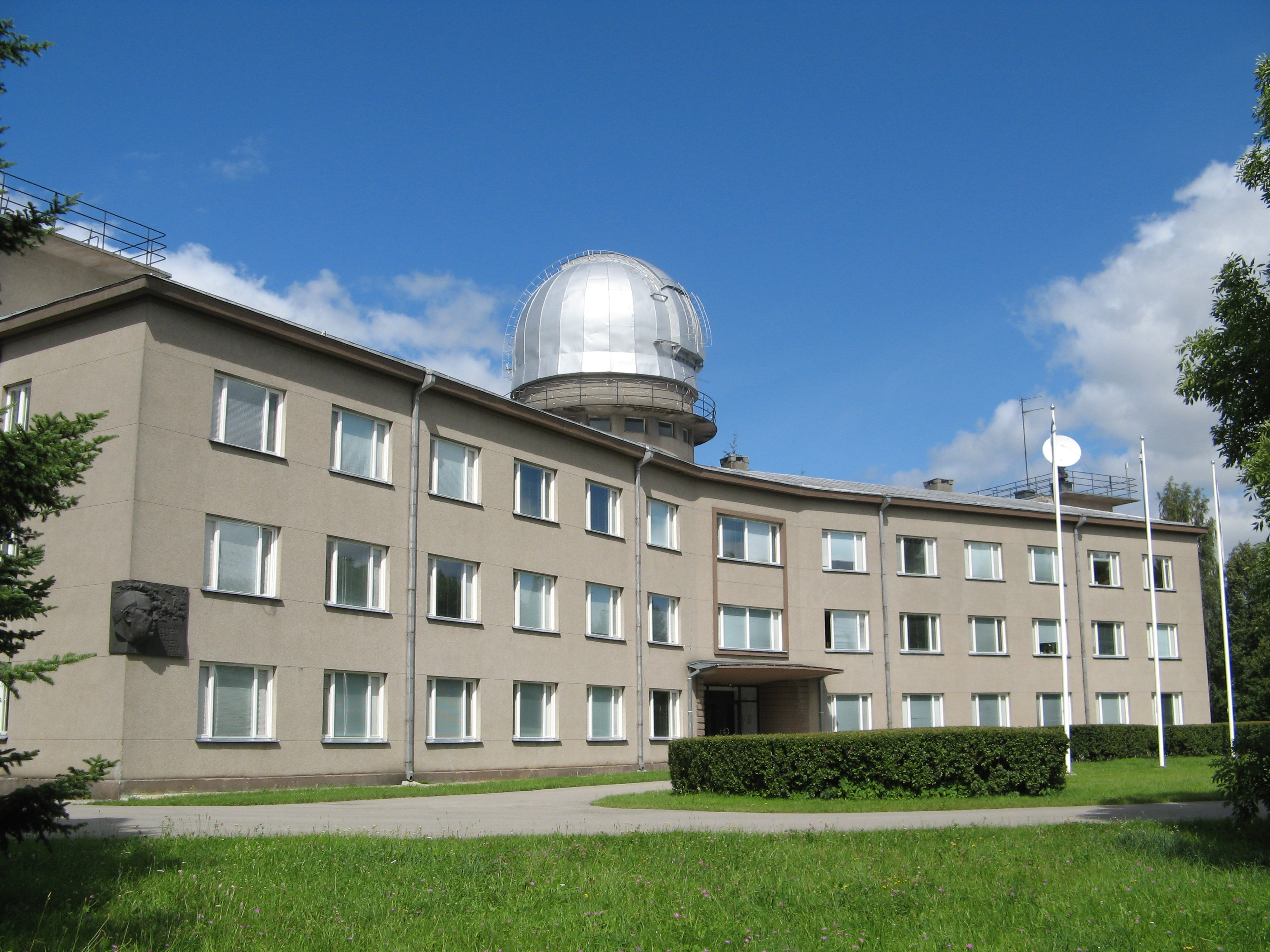
Observatoriets huvudbyggnad

Tartu observatorium (estniska: Tartu Observatoorium) är det största astronomiska observatoriet i Estland. Det ligger på kullen Tõravere, cirka 20 kilometer sydost om Tartu i Nõo kommun i Tartumaa. Tartus gamla observatorium är internationellt känt för sin koppling till Friedrich Georg Wilhelm von Struve och Struves meridianbåge som dess första punkt.

## Historik
Efter att Tartus gamla observatorium övergått till Estniska vetenskapsakademin, började man 1950 leta efter en plats för ett nytt observatorium. År 1957 utsågs en bit land på kullen Tõravere, och 1958 började det nya observatoriet byggas. År 1963 stod byggnaden klar och en del astronomer från gamla observatoriet flyttade in och det 50 centimeter stora reflektorteleskopet hade första ljuset. År 1964 fick observatoriet namnet F.G.W. Struve. År 1974 togs det 1.5 meter stora teleskopet i drift. Namnet på observatoriet ändrades tillbaka till Tartu observatorium 1995. År 1998 installerades en 0,6-metersreflektor, den senaste större uppdateringen. Det gamla observatoriet är idag ett museum och utgör en del av ett offentligt centrum för vetenskaplig utbildning.
Flera kända vetenskapsmän förknippas med Tartu observatorium: Friedrich Georg Wilhelm von Struve, Johann Heinrich von Mädler, Thomas Clausen, Ernst Julius Öpik, Grigorij Kuzmin, Jaan Einasto.

## Utrustning
Tartu observatorium har två huvudteleskop. Den 1,5 meter Cassegrain reflektorn, som är det största optiska teleskopet i Norra Europa, används för spektroskopiska observationer. Det andra teleskopet är den 0,6 meter stora reflektorn för fotometriska observationer. Det finns även en plats för en samling av meteorologiska instrument på observatoriets område.